# Clossiana mariapaula
Clossiana mariapaula är en fjärilsart som beskrevs av Fernandez Vidal 1980. Clossiana mariapaula ingår i släktet Clossiana och familjen praktfjärilar. Inga underarter finns listade i Catalogue of Life.